# Џон Белуши
Џон Адам Белуши (енгл. John Adam Belushi; Чикаго, 24. јануар 1949 — Лос Анђелес, 5. март 1982) био је амерички глумац, комичар и музичар албанског порекла. Био је један од чланова редовне поставе комедије Уживо суботом увече.

## Филмографија
| Улоге            |                     |               |                 |          |
| Година           | Српски назив        | Изворни назив | Улога           | Напомена |
| 1975—1979, 1980. | Уживо суботом увече |               | Разне улоге     |          |
| 1978.            | Државни зверињак    |               | Џон Блутарски   |          |
| 1978.            | Пут ка југу         |               | Заменик Хектор  |          |
| 1978.            |                     |               | Рон Деклајн     |          |
| 1979.            |                     |               | Ерик Кац        |          |
| 1979.            | 1941                |               | Дивљи Бил Келсо |          |
| 1980.            | Браћа Блуз          |               | Џејк Блуз       |          |
| 1981.            |                     |               | Ерни Соучак     |          |
| 1981.            | Комшије             |               | Ерл Кисе        |          |